# Dirk Van Mechelen
Dirk Louis Maria Van Mechelen (Belgium, Kapellen, 1957. augusztus 27. –) flamand politikus, jelenleg a flamand közösség kormányának (Ministerie van de Vlaamse Gemeenschap, MVG) minisztere, a Flamand Liberális párt (Vlaamse Liberalen) tagja.

## Fiatalkora
Tanulmányait a Brasschaat-i Sint-Michielscollege-ban kezdte, majd a Leuveni Katolikus Egyetemen szerzett dimplomát 1980-ban.

## Karrier
Első munkahelye a Kappellenben található Buchmann Optical Industries vállalat volt, amelynek tulajdonosa Jacky Buchmann PVV politikus volt. 1982-ben kezdődött politikai pályafutása Buchmann pártfogása alatt, amikor önkormányzati képviselőnek választották Kapellen városában.
1985-ben pályája Brüsszelben folytatódott, ahol a kiskereskedelemért felelős szövetségi miniszter (Federaal Minister van Middenstand), Jacky Buchmann tanácsadója lett.
Az 1999. június 13-i parlamenti választásokat követően az akkor 41 éves Van Mechelen a VLD flamand párt színeiben bekerült a flamand régió kormányába, mint Gazdasági, Városfejlesztési és Médiáért felelős miniszter. 2001-ben Kapellen polgármesterének választották, pozícióját a 2006-os választások során is megőrizte, választási jelszava: „Kapellen, hier is het leven goed” azaz Kapellen, ahol jó élni.
A 2000–2001-es Lambertmont-egyezményeket követően pozíciója megváltozott és a Pénzügyi és Költségvetési, Várostervezési, Tudományos és Technikai Fejlesztésért felelős miniszter lett.
2004. június 13-a óta a flamand kormány Pénzügyi, Költségvetési, Város- és Videkfejlesztési és Ipari minisztériumát vezeti.
2007. október 10-én, a szintén flamand liberális politikus Fientje Moerman távozását követően miniszterelnök-helyettesnek nevezték ki.